# Тягуще
Тягуще (рос. Тягуще) — присілок в Дєдовицькому районі Псковської області Російської Федерації.
Населення становить 140 осіб. Входить до складу муніципального утворення Шелонська волость.

## Історія
Від 2015 року входить до складу муніципального утворення Шелонська волость.

## Населення
| 2001 | 2002 | 2010 |
| ---- | ---- | ---- |
| 209  | ↘189 | ↘140 |